# Fivlereds landskommun
Fivlereds landskommun var en tidigare kommun i dåvarande Älvsborgs län.

## Administrativ historik
Kommunen inrättades i Fivlereds socken i Redvägs härad i Västergötland när 1862 års kommunalförordningar trädde i kraft. 
Vid kommunreformen 1952 uppgick landskommunen i Redvägs landskommun som upplöstes 1974 då denna del uppgick i Falköpings kommun.